# Natação no Campeonato Europeu de Esportes Aquáticos de 2016 - 50 m costas feminino
A prova dos 50 metros costas feminino da natação no Campeonato Europeu de Esportes Aquáticos de 2016 ocorreu nos dias 20 e 21 de maio em Londres, no Reino Unido. 

## Calendário
| Fase          | Data       | Hora  |
| ------------- | ---------- | ----- |
| Eliminatórias | 20 de maio | 10:57 |
| Semifinal     | 20 de maio | 18:53 |
| Final         | 21 de maio | 17:05 |

Todos os horários estão no horário local (UTC+0)

## Recordes
Antes desta competição, os recordes eram os seguintes:
| Recorde mundial       | Zhao Jing              | 27.06 | Roma      | 30 de julho de 2009  |
| Recorde europeu       | Daniela Samulski       | 27.23 | Roma      | 30 de julho de 2009  |
| Recorde do campeonato | Aleksandra Gerasimenya | 27.64 | Budapeste | 14 de agosto de 2010 |

Os seguintes novos recordes foram estabelecidos durante esta competição. 
| Data       | Prova | Nadador           | Nacionalidade | Tempo | Recordes              |
| ---------- | ----- | ----------------- | ------------- | ----- | --------------------- |
| 21 de maio | Final | Francesca Halsall | Reino Unido   | 27.57 | Recorde do campeonato |

## Medalhistas
| Ouro                    | Prata                        | Bronze               |
| Francesca Halsall (GBR) | Mie Østergaard Nielsen (DEN) | Georgia Davies (GBR) |

## Resultados

### Eliminatórias
Esses foram os resultados das eliminatórias. 
| Pos. | Bateria | Raia | Nadadora                | Nacionalidade | Tempo | Notas |
| ---- | ------- | ---- | ----------------------- | ------------- | ----- | ----- |
| 1    | 3       | 4    | Georgia Davies          | Reino Unido   | 27.87 | Q     |
| 2    | 5       | 4    | Mie Østergaard Nielsen  | Dinamarca     | 28.02 | Q     |
| 3    | 3       | 5    | Francesca Halsall       | Reino Unido   | 28.12 | Q     |
| 4    | 4       | 4    | Maaike de Waard         | Países Baixos | 28.17 | Q     |
| 5    | 5       | 3    | Mimosa Jallow           | Finlândia     | 28.31 | Q     |
| 6    | 5       | 1    | Kathleen Dawson         | Reino Unido   | 28.55 |       |
| 6    | 5       | 7    | Katarína Listopadová    | Eslováquia    | 28.55 | Q     |
| 8    | 3       | 2    | Caroline Pilhatsch      | Áustria       | 28.57 | Q     |
| 8    | 5       | 5    | Theodora Drakou         | Grécia        | 28.57 | Q     |
| 10   | 4       | 5    | Elena Gemo              | Itália        | 28.67 | Q     |
| 11   | 3       | 3    | Ida Lindborg            | Suécia        | 28.68 | Q     |
| 12   | 5       | 9    | Ekaterina Avramova      | Turquia       | 28.70 | Q     |
| 13   | 5       | 6    | Sanja Jovanović         | Croácia       | 28.81 | Q     |
| 14   | 4       | 2    | Alicja Tchórz           | Polónia       | 28.82 | Q     |
| 15   | 4       | 6    | Daryna Zevina           | Ucrânia       | 28.86 | Q     |
| 16   | 5       | 8    | Karolina Hájková        | Eslováquia    | 29.01 | Q     |
| 17   | 4       | 1    | Carlotta Zofkova        | Itália        | 29.08 | Q     |
| 18   | 3       | 9    | Fanny Teijonsalo        | Finlândia     | 29.17 |       |
| 19   | 3       | 0    | Margherita Panziera     | Itália        | 29.21 |       |
| 20   | 4       | 8    | Desiree Felner          | Áustria       | 29.26 |       |
| 21   | 4       | 3    | Sviatlana Khakhlova     | Bielorrússia  | 29.35 |       |
| 22   | 3       | 7    | Eygló Ósk Gústafsdóttir | Islândia      | 29.40 |       |
| 23   | 4       | 7    | Camille Gheorghiu       | França        | 29.45 |       |
| 24   | 3       | 8    | Harriet Cooper          | Reino Unido   | 29.60 |       |
| 24   | 2       | 4    | Kristīna Šteins         | Letônia       | 29.60 |       |
| 26   | 2       | 7    | Alina Kendzior          | Estónia       | 29.63 |       |
| 27   | 4       | 0    | Tereza Grusová          | Chéquia       | 29.71 |       |
| 28   | 2       | 2    | Ema Šarar               | Croácia       | 29.79 |       |
| 28   | 4       | 9    | Danielle Hill           | Irlanda       | 29.79 |       |
| 30   | 2       | 8    | Lotta Nevalainen        | Finlândia     | 29.84 |       |
| 31   | 1       | 3    | Halime Zülal Zeren      | Turquia       | 29.88 |       |
| 32   | 2       | 5    | Ana Leite               | Portugal      | 29.98 |       |
| 33   | 2       | 3    | Sigrid Sepp             | Estónia       | 29.99 |       |
| 34   | 2       | 0    | Ugnė Mažutaitytė        | Lituânia      | 30.00 |       |
| 35   | 2       | 9    | Margaret Markvardt      | Estónia       | 30.10 |       |
| 36   | 2       | 6    | Hanna-Maria Seppälä     | Finlândia     | 30.24 |       |
| 37   | 1       | 4    | Signhild Joensen        | Ilhas Feroé   | 30.36 |       |
| 38   | 1       | 2    | Kätlin Sepp             | Estónia       | 30.64 |       |
| 39   | 2       | 1    | Réka György             | Hungria       | 30.66 |       |
| 40   | 1       | 5    | Tatiana Salcutan        | Moldávia      | 30.76 |       |
| 41   | 1       | 6    | Francisca Azevedo       | Portugal      | 31.00 |       |
| 42   | 1       | 7    | Rita Zeqiri             | Kosovo        | 33.57 |       |
| 43   | 3       | 1    | Kira Toussaint          | Países Baixos | DNS   |       |
| 43   | 3       | 8    | Magdalena Kuras         | Suécia        | DNS   |       |
| 43   | 5       | 0    | Matea Samardžić         | Croácia       | DNS   |       |
| 43   | 5       | 2    | Simona Baumrtová        | Chéquia       | DNS   |       |

### Semifinal
Esses foram os resultados das semifinais. 
Semifinal 1
| Pos. | Raia | Nadadora               | Nacionalidade | Tempo | Notas |
| ---- | ---- | ---------------------- | ------------- | ----- | ----- |
| 1    | 4    | Mie Østergaard Nielsen | Dinamarca     | 27.73 | Q     |
| 2    | 5    | Maaike de Waard        | Países Baixos | 28.11 | Q     |
| 3    | 1    | Daryna Zevina          | Ucrânia       | 28.32 | Q     |
| 4    | 6    | Caroline Pilhatsch     | Áustria       | 28.51 |       |
| 5    | 3    | Katarína Listopadová   | Eslováquia    | 28.63 |       |
| 6    | 2    | Ida Lindborg           | Suécia        | 28.75 |       |
| 7    | 7    | Sanja Jovanović        | Croácia       | 28.85 |       |
| 8    | 8    | Carlotta Zofkova       | Itália        | 28.92 |       |

Semifinal 2
| Pos. | Raia | Nadadora           | Nacionalidade | Tempo | Notas |
| ---- | ---- | ------------------ | ------------- | ----- | ----- |
| 1    | 5    | Francesca Halsall  | Reino Unido   | 27.80 | Q     |
| 2    | 4    | Georgia Davies     | Reino Unido   | 27.91 | Q     |
| 3    | 6    | Theodora Drakou    | Grécia        | 28.08 | Q     |
| 4    | 3    | Mimosa Jallow      | Finlândia     | 28.34 | Q     |
| 5    | 7    | Ekaterina Avramova | Turquia       | 28.49 | Q     |
| 6    | 1    | Alicja Tchórz      | Polónia       | 28.93 |       |
| 7    | 8    | Karolina Hájková   | Eslováquia    | 28.94 |       |
| 8    | 2    | Elena Gemo         | Itália        | DSQ   |       |

### Final
Esse foi o resultado da final. 
| Pos.              | Raia | Nadadora               | Nacionalidade | Tempo | Notas                 |
| ----------------- | ---- | ---------------------- | ------------- | ----- | --------------------- |
| Medalha de ouro   | 5    | Francesca Halsall      | Reino Unido   | 27.57 | Recorde do campeonato |
| Medalha de prata  | 4    | Mie Østergaard Nielsen | Dinamarca     | 27.77 |                       |
| Medalha de bronze | 3    | Georgia Davies         | Reino Unido   | 27.87 |                       |
| 4                 | 6    | Theodora Drakou        | Grécia        | 28.00 |                       |
| 5                 | 2    | Maaike de Waard        | Países Baixos | 28.14 |                       |
| 6                 | 1    | Mimosa Jallow          | Finlândia     | 28.15 |                       |
| 7                 | 8    | Ekaterina Avramova     | Turquia       | 28.60 |                       |
| 8                 | 7    | Daryna Zevina          | Ucrânia       | 28.61 |                       |

Legenda
| Recorde mundial       | Recorde mundial (World record)               |                       | Recorde africano                      | Recorde africano (African) |                                           | Q | Classificado por posição (Qualified) |
| Recorde do campeonato | Recorde do campeonato (Championship record)  | Recorde da América    | Recorde da América (Americas)         | q                          | Classificado por melhor tempo (Qualified) |   |                                      |
| Melhor marca do ano   | Melhor marca do ano (World leading)          | Recorde asiático      | Recorde asiático (Asian)              | DNS                        | Não largou (Did not start)                |   |                                      |
| Recorde nacional      | Recorde nacional (National record)           | Recorde europeu       | Recorde europeu (European)            | DNF                        | Não terminou (Did not finish)             |   |                                      |
| Recorde pessoal       | Recorde pessoal do atleta (Personal best)    | Recorde da Oceania    | Recorde da Oceania (Oceania)          | DSQ / DQ                   | Desclassificado (Disqualified)            |   |                                      |
| Recorde da temporada  | Recorde da temporada do atleta (Season best) | Recorde sul-americano | Recorde sul-americano (South America) | NM                         | Sem marca (No mark)                       |   |                                      |